# P-T-S Meeting 2021
Das P-T-S Meeting 2021 war eine Leichtathletik-Veranstaltung, die am 2. Juni in der X-Bionic Sphere im westslowakischen Šamorín stattfand. Die Veranstaltung war Teil der World Athletics Continental Tour und zählte zu den Silber-Meetings, der zweithöchsten Kategorie dieser Leichtathletik-Serie.

## Resultate

### Männer

#### 100 m
| Platz | Athlet          | Land | Zeit (s) |
| ----- | --------------- | ---- | -------- |
| 1     | Alonso Edward   | PAN  | 10,18 SB |
| 2     | Mike Rodgers    | USA  | 10,23    |
| 3     | Sean Safo-Antwi | GHA  | 10,27 SB |
| 4     | Silvan Wicki    | SUI  | 10,33    |
| 5     | Kojo Musah      | DEN  | 10,37    |
| 6     | Ján Volko       | SVK  | 10,38    |
| 7     | Zdeněk Stromšík | CZE  | 10,50    |
|       | Richard Kilty   | GBR  | 10,60 SB |

Wind: +0,6 m/s

#### 200 m
| Platz | Athlet             | Land | Zeit (s) |
| ----- | ------------------ | ---- | -------- |
| 1     | Alonso Edward      | PAN  | 20,22 FR |
| 2     | Yancarlos Martínez | DOM  | 20,35 SB |
| 3     | Emmanuel Matadi    | LBR  | 20,56    |
| 4     | Ján Volko          | SVK  | 20,62 SB |
| 5     | Jiří Polák         | CZE  | 20,85 SB |
| 6     | Šimon Bujna        | SVK  | 21,22 SB |
| 7     | Richard Kilty      | GBR  | 21,28 SB |

Wind: −0,1 m/s

#### 400 m
| Platz | Athlet                | Land | Zeit (s)  |
| ----- | --------------------- | ---- | --------- |
| 1     | Vladimir Aceti        | ITA  | 46,06 SB  |
| 2     | Christopher O’Donnell | IRL  | 46,16 =PB |
| 3     | Dylan Borlée          | BEL  | 46,34 SB  |
| 4     | Rabah Yousif          | GBR  | 46,35 SB  |
| 5     | Šimon Bujna           | SVK  | 46,52 SB  |
| 6     | Michal Desenský       | CZE  | 46,68 SB  |
| 7     | Oliver Murcko         | SVK  | 46,79     |
| 8     | Terrence Agard        | NED  | 47,63     |

#### 400 m Hürden
| Platz | Athlet          | Land | Zeit (s) |
| ----- | --------------- | ---- | -------- |
| 1     | Nick Smidt      | NED  | 49,66 SB |
| 2     | David Kendziera | USA  | 49,97    |
| 3     | Máté Koroknai   | HUN  | 50,18    |
| 4     | Efekomo Okoro   | GBR  | 50,46 SB |
| 5     | Martin Kučera   | SVK  | 50,80    |
| 6     | Matej Baluch    | SVK  | 51,23 SB |
| 7     | Cameron French  | NZL  | 51,44    |
| 8     | Patrik Dömötör  | SVK  | 52,52    |

#### 3000 m Gehen
| Platz | Athlet           | Land | Zeit (min)  |
| ----- | ---------------- | ---- | ----------- |
| 1     | Dominik Černý    | SVK  | 11:19,83 WL |
| 2     | Miroslav Úradník | SVK  | 11:34,48 SB |
| 3     | Patrik Nemčok    | SVK  | 11:42,10 PB |
| 4     | Tomáš Mencel     | SVK  | 12:47,18 SB |
| 5     | Adam Nosáľ       | SVK  | 12:52,67 PB |
| 6     | Jakub Bátovský   | SVK  | 13:03,98 SB |

#### Hochsprung
| Platz | Athletin              | Land | Höhe (m) |
| ----- | --------------------- | ---- | -------- |
| 1     | Edgar Rivera          | MEX  | 2,31 NR  |
| 2     | Michail Akimenko      | ANA  | 2,29 SB  |
| 3     | Thomas Carmoy         | BEL  | 2,26 SB  |
| 4     | Luís Castro           | PUR  | 2,23     |
| 5     | Vasilios Konstantinou | CYP  | 2,23     |
| 6     | Trevor Barry          | BAH  | 2,20 SB  |
| 7     | Lukáš Beer            | SVK  | 2,15 SB  |
| 8     | Fabian Delryd         | SWE  | 2,15     |
| 8     | Stefano Sottile       | ITA  | 2,15     |
| 10    | Matúš Bubeník         | SVK  | 2,10 =SB |
| 10    | Nauraj Singh Randhawa | MAS  | 2,10 =SB |
| 12    | Tomáš Zeman           | CZE  | 2,10     |

#### Hammerwurf
| Platz | Athlet           | Land | Weite (m) |
| ----- | ---------------- | ---- | --------- |
| 1     | Quentin Bigot    | FRA  | 78,95 FR  |
| 2     | Mychajlo Kochan  | UKR  | 77,56 SB  |
| 3     | Bence Halász     | HUN  | 75,78     |
| 4     | Marcel Lomnický  | SVK  | 75,19     |
| 5     | Dániel Rába      | HUN  | 71,63     |
| 6     | Mostafa el-Gamel | EGY  | 71,26     |
| 7     | Patrik Hájek     | CZE  | 70,01     |

#### Speerwurf
| Platz | Athlet              | Land | Weite (m) |
| ----- | ------------------- | ---- | --------- |
| 1     | Anderson Peters     | GRN  | 82,81     |
| 2     | Vítězslav Veselý    | CZE  | 82,38 SB  |
| 3     | Gatis Čakšs         | LAT  | 80,91 SB  |
| 4     | Cyprian Mrzygłod    | POL  | 76,14     |
| 5     | Norbert Rivasz-Tóth | HUN  | 76,12 SB  |
| 6     | Patrik Michalec     | SVK  | 70,03     |
| 7     | Maximilian Slezák   | SVK  | 69,54     |
| 8     | Petr Frydrych       | CZE  | 68,13     |

### Frauen

#### 100 m
| Platz | Athlet                  | Land | Zeit (s) |
| ----- | ----------------------- | ---- | -------- |
| 1     | Blessing Okagbare       | NGR  | 10,98 MR |
| 2     | Ciara Neville           | IRL  | 11,47 SB |
| 3     | Naomi Sedney            | NED  | 11,48    |
| 4     | Marije van Hunenstijn   | NED  | 11,49    |
| 5     | Bianca Williams         | GBR  | 11,65 SB |
| 6     | Monika Weigertová       | SVK  | 11,68    |
| 7     | Astrid Glenner-Frandsen | DEN  | 11,72    |
| 8     | Viktória Forster        | SVK  | 11,85    |

Wind: −0,1 m/s

#### 400 m
| Platz | Athlet                   | Land | Zeit (s) |
| ----- | ------------------------ | ---- | -------- |
| 1     | Małgorzata Hołub-Kowalik | POL  | 51,76 SB |
| 2     | Agnė Šerkšnienė          | LTU  | 52,20 SB |
| 3     | Susanne Walli            | AUT  | 52,24 PB |
| 4     | Lada Vondrová            | CZE  | 52,37 SB |
| 5     | Anita Horvat             | CZE  | 52,52    |
| 6     | Camille Laus             | BEL  | 53,54    |
| 7     | Viktória Strýčková       | SVK  | 56,35 PB |
|       | Laviai Nielsen           | GBR  | DNF      |

#### 800 m
| Platz | Athlet                        | Land | Zeit (min) |
| ----- | ----------------------------- | ---- | ---------- |
| 1     | Jemma Reekie                  | GBR  | 1:59,60 FR |
| 2     | Elena Bellò                   | ITA  | 2:01,32 PB |
| 3     | Bianka Bartha-Kéri            | HUN  | 2:01,44 PB |
| 4     | Katharina Trost               | GER  | 2:01,73 SB |
| 5     | Nadia Power                   | IRL  | 2:02,02 SB |
| 6     | Delia Sclabas                 | SUI  | 2:03,32 SB |
| 7     | Iveta Putalová                | SVK  | 2:04,82 PB |
| 8     | Gabriela Gajanová             | SVK  | 2:04,93 SB |
| 9     | Kimberley Ficenec             | CZE  | 2:07,14    |
|       | Kateřina Hálová (Pacemakerin) | CZE  | DNF        |

#### 100 m Hürden
| Platz | Athlet               | Land | Zeit (s) |
| ----- | -------------------- | ---- | -------- |
| 1     | Luca Kozák           | HUN  | 12,87    |
| 2     | Klaudia Siciarz      | POL  | 12,96 SB |
| 3     | Anne Zagré           | BEL  | 13,04 SB |
| 4     | Sarah Lavin          | IRL  | 13,19 PB |
| 5     | Stanislava Škvarková | SVK  | 13,29 SB |
| 6     | Mette Gravesgaard    | DEN  | 13,30    |
| 7     | Markéta Štolová      | CZE  | 13,33    |
| 8     | Monika Baňovičová    | SVK  | 14,05    |

Wind: +0,4 m/s

#### 400 m Hürden
| Platz | Athlet             | Land | Zeit (s) |
| ----- | ------------------ | ---- | -------- |
| 1     | Jessica Turner     | GBR  | 54,89 MR |
| 2     | Emma Zapletalová   | SVK  | 55,45 SB |
| 3     | Lina Nielsen       | GBR  | 55,81    |
| 4     | Sára Mátó          | HUN  | 56,71 PB |
| 5     | Daniela Ledecká    | SVK  | 57,16 SB |
| 6     | Emilia Ankiewicz   | POL  | 57,46 SB |
| 7     | Vera Barbosa       | POR  | 57,86    |
| 8     | Margo van Puyvelde | BEL  | 58,04    |

#### 3000 m Gehen
| Platz | Athlet                  | Land | Zeit (min)  |
| ----- | ----------------------- | ---- | ----------- |
| 1     | Viktória Madarász       | HUN  | 12:37,41 WL |
| 2     | Czaková Mária Katerinka | SVK  | 13:00,61 SB |
| 3     | Ema Hačundová           | SVK  | 13:12,25 PB |
| 4     | Hana Burzalová          | SVK  | 13:23,02 PB |
| 5     | Karin Devaldová         | SVK  | 13:49,94 PB |
| 6     | Alžbeta Ragasová        | SVK  | 14:01,04 PB |
| 7     | Paulína Avenová         | SVK  | 14:01,29 PB |

#### Weitsprung
| Platz | Athletin                | Land | Weite (m) |
| ----- | ----------------------- | ---- | --------- |
| 1     | Maryse Luzolo           | GER  | 6,64 PB   |
| 2     | Milica Gardašević       | SRB  | 6,55      |
| 3     | Maryna Bech-Romantschuk | UKR  | 6,39 SB   |
| 4     | Petra Farkas            | HUN  | 6,34      |
| 5     | Lucia Vadlejch          | SVK  | 6,19      |
| 6     | Anna Lunjowa            | UKR  | 6,15      |
| 7     | Diána Lesti             | HUN  | 6,07      |
| 8     | Silvia Kaliašová        | SVK  | 5,84      |

#### Hammerwurf
| Platz | Athletin            | Land | Weite (m) |
| ----- | ------------------- | ---- | --------- |
| 1     | Rosa Rodríguez      | VEN  | 73,34     |
| 2     | Anita Włodarczyk    | POL  | 72,95     |
| 3     | Martina Hrašnová    | SVK  | 70,38 SB  |
| 4     | Sara Fantini        | ITA  | 70,31 =SB |
| 5     | Réka Gyurátz        | HUN  | 69,41     |
| 6     | Kateřina Šafránková | CZE  | 68,01     |
| 7     | Veronika Kaňuchová  | SVK  | 66,53 SB  |